# Angelo Piazza (1802)
Angelo Piazza (Torino, 1802 – ...) è stato un politico italiano.

## Biografia
Fu Deputato del Regno di Sardegna nella II legislatura, sostituendo Antoine Jacquemoud alle elezioni suppletive nel Collegio di Rapallo. La sua elezione venne caldeggiata dalla Gazzetta del Popolo, che lo presentò nella propaganda elettorale come "operaio"; era in realtà direttore di un setificio, figlio di un esperto tessitore e formatosi a Lione.